# Waldemar Sorychta
Waldemar Sorychta (Zabrze, Poljska, 30. listopada 1967.) je poljski glazbenik i producent.

## Životopis
Rođen je u Zabrzeu, Šleska. Tijekom 1980-ih preselio se s obitelji u Njemačku. Od 1982. živi u Dortmundu.
Godine 1986. osnovao je thrash metal-sastav Despair. Godine 1994. producirao je album Jesus Killing Machine sastava Voodoocult, gdje je također svirao Dave Lombardo iz Slayera. S Lombardom, Sorychta je osnovao sastav Grip Inc.
Sorychta je također poznat kao glazbeni producent. Radi u studiju Woodhouse u Dortmundu. Surviđao je sa sastavima kao što su: Unleashed, Samael, Tiamat, Sentenced, The Gathering, Tristania, Moonspell i Sodom . Godine 1995. nominiran je za "Producenta godine" za rad na albumu Wildhoney Tiamata.
Sorychta je također studijski glazbenik. Pojavio se kao gost na albumu Sleep of the Angels Rotting Christa, The Astral Sleep Tiamata i Memorial Moonspella. Bio je također poznat kao koncertni glazbenik koji je svirao sa sastavima kao što su Therion i Overkill.

## Diskografija
Despair
- Surviving You Always (1987.)
- History of Hate (1988.)
- Decay of Humanity (1990.)
- Tour flexi EP (1990.)
- Beyond All Reason (1992.)

Enemy of the Sun
- Shadows (2007.)
- Caedium (2010.)

Eyes of Eden
- Faith (2007.)

Voodoocult
- Jesus Killing Machine (1994.)

Grip Inc.
- Power of Inner Strength (1995.)
- Nemesis (1997.)
- Solidify (1999.)
- Incorporated (2004.)
- Hostage to Heaven (2015.)

## Producirani albumi
- Tiamat – The Astral Sleep (1991.)
- Unleashed – Where No Life Dwells (1991.)
- Samael – Blood Ritual (1992.)
- Unleashed – Shadows in the Deep (1992.)
- Tiamat – Clouds (1992.)
- Samael – Ceremony of Opposites (1994.)
- Tiamat – Wildhoney (1994.)
- Moonspell – Wolfheart (1995.)
- Alastis – ...And Death Smiled (1995.)
- Samael – Rebellion (1995.)
- The Gathering – Mandylion (1995.)
- Moonspell – Irreligious (1996.)
- Samael – Passage (1996.)
- Sentenced – Down (1996.)
- Alastis – The Other Side (1997.)
- Samael – Exodus (1998.)
- Moonspell – Sin/Pecado (1998.)
- Lacuna Coil – Lacuna Coil (1998.)
- Alastis – Revenge (1998.)
- Sentenced – Frozen (1998.)
- Therion – Vovin (1998.)
- Therion – Crowning of Atlantis (1999.)
- Lacuna Coil – In a Reverie (1999.)
- Dismal Euphony – All Little Devils (1999.)
- Therion – Deggial (2000.)
- Lacuna Coil – Halflife (2000.)
- Flowing Tears – Jade (2000.)
- Lacuna Coil – Unleashed Memories (2001.)
- Lacuna Coil – Comalies (2002.)
- Flowing Tears – Serpentine (2002.)
- Flowing Tears – Razorbliss (2005.)
- Samael – Reign of Light (2004.)
- Lacuna Coil – Karmacode (2006.)
- Moonspell – Memorial (2006.)
- Tristania – Illumination (2007.)
- Samael – Solar Soul (2007.)
- Moonspell – Night Eternal (2008.)
- Rusty Eye – Possessor (2009.)
- Witchbreed – Heretic Rapture (2009.)
- Tristania – Rubicon (2010.)
- Sodom – In War and Pieces (2010.)
- Samael – Lux Mundi (2011.)
- The Very End – Turn Off the World (2012.)
- Sodom – Epitome of Torture (2013.)
- Charm Designer – Everlasting (2016.)
- Samael – Hegemony (2017.)